# Station Tournay
Station Tournay is een spoorwegstation in de Franse gemeente Tournay. Het ligt op kilometerpunt 138,617 van de spoorlijn Toulouse-Bayonne op een hoogte van 261 m. Het wordt bediend door treinen van de TER Occitanie met verbinding naar Toulouse en Tarbes